# Rubus vespicum
Rubus vespicum är en rosväxtart som beskrevs av P.J.Müll. och Wilhelm Olbers Focke. Rubus vespicum ingår i släktet rubusar, och familjen rosväxter. Inga underarter finns listade i Catalogue of Life.